# 流星機ガクセイバー
『流星機ガクセイバー』（りゅうせいきガクセイバー）は、ラジオドラマ、漫画、小説、OVA（ロボットアニメ）でメディアミックス展開された作品。
それぞれのメディアにより作品の細部が少しずつ異なる。

## 基本ストーリー
性悪教師・羽柴の陰謀により、特殊金属で構成された巨大ロボ「ガクセイバー」のパイロットにされてしまった8人の高校生。単位を条件に、ワーキュリーら侵略者相手に戦っていくことになる。

## 登場人物
吉村学（よしむら まなぶ）声 - 松本保典
9月18日生まれ。A型。本編の主人公。国際アカデミア学園3年生で生徒会長。高明以外のメンバーからは会長と呼ばれる事が多い。ガクセイバーのメインパイロットを務める。
性格として少し後ろ向きな上、割と怒りっぽい所もあるが、冷静に状況を客観視出来る人間、しかし場合によっては無茶も辞さない勇猛果敢なリーダー振りでガクセイバーチームの信頼も厚い。所属部活動は天文部で学本人は将来の進路に宇宙飛行士を志望している。小説版の設定では、実家は地元でも老舗の和菓子屋「鳳来堂」で職人である父は跡を継がせたがっている。そのため、まだその事は言い出せないでいる。
OVAの設定では幼少の頃に会った少女は里美であり、それが彼の初恋でもある（そのとき名前を聞かなかったので暫く気がつかなかった）。漫画では別人と判明。マスコミがこのエピソードを伝え、それを知った当人から手紙と当時と現在の写真が送られてくる。小説では不明のまま。
杉山高明（すぎやま たかあき）声 - 塩屋浩三
2月14日生まれ。O型。アカデミア学園3年生。ケンから関取と呼ばれる。パイロットとしては無手による格闘戦を担当。
学の幼馴染で所属部活動は相撲部なのだが、かなり弱小と本人も認めており、学に予算増強をいつも頼んでいる。無論、高明本人も部活や自主トレーニングなど個人としての努力は惜しんでいない。学の事を親友と彼は認めている。実はアイドルオタク。おだやかな性格でしばしば仲裁役になるが、怒りだすと迫力がある。
ワーキュリーが初めて飛来した際、自分達が出現したロボットに乗り込んで戦わされる羽目になるかもしれないと聞き、彼が発した「俺達学生ばーっかりなんですよ！！」の一言から機体名が決定してしまった。
父はタクシー運転手。多少の事では動じない両親だが、少々ズレたところもあり、決戦に臨む息子にスリーピースのスーツを贈った。
藤井由美（ふじい ゆみ）声 - 折笠愛
11月20日生まれ。O型。アカデミア学園3年生。
所属は生徒会役員の会計兼書記。部活動は弓道部所属。パイロットとしては防御および遠距離攻撃担当。
佐々木健吾とは幼馴染の間柄で彼を健ちゃんと呼び、完全に弟扱いしている。普段はお淑やかで若干天然だが、怒らすと佐々木が脅えるほどの怒りを見せたりもする。趣味は占いで漫画版では色々な占いをしていたほか、生徒会役員という立場以上に学を心配する描写もあった。ワーキュリーが意識している。
OVA版ではディオーラと相性が悪く、本気で大ゲンカをしていた。
父は市職員。
スーザン・ウォーカー声 - 玉川紗己子
5月15日生まれ。O型。アカデミア学園2年生。パイロットとしてはトマホークをラケットに見立てての近接戦担当。
ジョージからスージィと呼ばれるが、彼に対してはかなり邪険にしている。所属部活動はテニス部。かなり勝気の少女。
両親共にB.B.Pの職員。
ジョージ・細井（ジョージ ほそい）声 - 子安武人
12月25日生まれ。AB型。アカデミア学園2年生。パイロットとしては蹴り技および撹乱系攻撃担当。
所属部活動はサッカー部。顔はかなり整っていて本人も自慢しているが、性格は三枚目。スーザンとは幼馴染みでいつも付き纏っているがスーザン本人からは嫌がられている。イギリス人と日本人のハーフ。
両親共にB.B.Pの職員。両親共にノリの良いタイプで小説版ではパイロットになった息子にド派手なジャンプスーツを贈っている。資産家らしく、漫画版では別宅（セカンドハウス）を持っていた。
昭島里美（あきしま さとみ）声 - 林原めぐみ
6月6日生まれ。B型。アカデミア学園1年生。所属部活動は新体操部。パイロットとしては武器を用いた中距離攻撃担当。
新体操の腕は将来が有望視されるほどで『アカデミアの白い妖精』の異名がつく（ただし彼女の性格を知る人間の間では、妖精は妖精でも「火」の妖精だと言われている）。かなりラフな性格ながら良家のお嬢様でもありアカデミア学園では1.2を争うほどの人気だが、本人は気楽に話せるケンのような友人をありがたく思っている。OVAで学が子供の頃に会ったのは彼女である。漫画ではB.Bが落ちてきた後に市に引っ越して来たため、別人と判明した上『あたしが好きなのは佐々木』とカミングアウトした。
父は病院経営者。
安藤新菜（あんどう にいな）声 - 水谷優子
7月24日生まれ。B型。アカデミア学園1年生。
キングディスク所属のアイドルで愛称ニーナ。学生アイドルでありアカデミア学園で男性人気は里美と争える程。決して悪い人間ではないのだが、計算高くアイドルにありがちな我侭ぶりや高飛車な所を見せる時もあるので女性人気は大変悪い。新菜本人の好みは学で、席が一緒になったらすぐモーションもかける。山田博士の分析によると、当初皆が彼女を無意識のうちに「仲間」として認めなかったため、彼女のユニットは合体しなかったらしい。
漫画版では彼女の「歌」が重要なキーと化し、16ユニット合体へと繋がる。
佐々木健吾（ささき けんご）声 - 佐々木望
3月28日生まれ。A型。アカデミア学園1年生。通称ケン。パイロットとしては投擲武器による攻撃を担当。
所属部活動は野球部のピッチャー。本来はもっと野球の強い学校に進学することも出来たのだが、幼馴染みの由美がアカデミア学園にいるのでそこに進学した。健吾自身は背伸びしたい年頃で、気安い態度で接してくる里美や、いつまでたっても自分を弟分として扱う由美には少し不満がある。そして姉のような由美に対しては秘めた感情を持っているのだが、現在でも由美の事を由美ねえと呼んでいる。
ガクセイバーのパイロットになるにあたっても「野球を続けること」だけは固持しており、ラジオ未放送作品「エースパイロット（予告のみ）」では二律背反な感情に苦しむ予定だった様だ。小説版ではガクセイバーを起動させた翌日の朝も日課のロードワークに出ており、警護担当のSPを慌てさせている。
父は電気工事の関係者。息子以上の短気な性格。
羽柴当吉（はしば とうきち）声 - 堀内賢雄
1月1日生まれ。O型。
アカデミア学園教師。同時にB.B.P『ブラックボックスプロジェクト』の言語と原子工学研究者分野の科学者でもある（ただし、IDパスのレベルは一番下）。サングラスに無精ひげ、普段着も革ジャンにジーンズと年齢や立場からすると軽薄な印象。単位を餌に学達を戦わせる悪い大人だが、行動自体は三枚目で憎めない人間である。アニメ終盤で見せた素顔は中々の美男子。漫画版ではワーキュリーをかつての敵だと全く気付かず、自分の部屋（アカデミア学園の一室）に住まわせていた。
出現したロボットに「流星機ガクセイバー」と命名した張本人であり、ある意味ガクセイバーの生みの親。マンガ・アニメでは単なるお調子者の印象が強いが、小説版においては解らない事だらけのガクセイバーをできる限りの範囲で補強しようと奔走していた。ニーナの事務所の宣伝にタイアップしたのも銀河決闘の結果に関する情報（敗北した場合、居住惑星からの速やかなる撤収）から目をそらすためだった。それでも降って湧いた権限を利用してミスカトニック大学にネクロノミコンのデータを要求している。かつてはフィールドワークと称して世界中を放浪していた時期があり、その際に起きたトラブルに関する武勇伝が始まると長い。
桐生琴音（きりゅう ことね）声 - 伊倉一恵
B.B.Pリーダー。羽柴の天敵になる。モデルは漫画版に登場した「山田ヘレナ」博士だが、羽柴に心酔するようなことはなく、始終ツッコミ役をしていた。
山田ヘレナ（やまだ ヘレナ）
漫画に登場するキャラ。学生（しかも未成年）に危険な真似をさせる訳にはいかないと、ガクセイバーに登録された学たちのデータを解除しようとしたが、自分の無力さを実感した後、羽柴の行動力に惹かれ彼に心酔することになる。
山本三十六（やまもと みそろく）
漫画に登場するキャラ。B.B.P研究所所長であるが、ガクセイバーが起動するまでは名ばかりの責任者だった。起動以来ガクセイバーの所有権（と言うか、管理権限）を巡って山田と侃々諤々の口論を繰り広げている。山田からはB.B飛来から全く成果を出せなかった山本の研究にはガクセイバーやB.Bは関係がないと反論している。本人も大した理由がある訳ではないのに意見を引っ込めることはなく、単なる「頑固ジジイ」と化している。チームの実権を握ろうと自分の甥（アカデミア学園生徒でジョージのクラスメイト）を送り込んだり、ガクセイバーを窮地に追い込むことでニーナのユニットを横取りしようとしたが空回りしている。
ワーキュリー声 - 小杉十郎太
プロキシマ（OVA版では「カノナレス星」）随一の戦士で戦闘ロボット「征服機ガルレオン」を駆る。人格的に立派な戦士ではあるが、羽柴とは逆に「真面目すぎて」大ボケをかますなど三枚目な所がある。双子の姉マルキューレがいるがそりが合わない。
ガクセイバーに敗れた後、一人地球に残りガクセイバーの戦いを見つめ続ける。
小説では学の家の弟子になる（ワーキュ・リーと言う中国人と勘違いされていた）。漫画では羽柴の元で厄介になっている。OVAでは最終話で学達と合流し全ての真相を知る事になる。
メディア事に役回りは少し違うが、学達に協力してくれる。
ディオーラ声 - 松井菜桜子
ワーキュリーの部下でオペレートなど一通りこなせる美女。ワーキュリーを心底慕っていて、何かと理由をつけては地球へやってくる。
OVA版では由美と相性が悪く、本気で大ゲンカをしていた。
マルキューレ
ワーキュリーの姉で漫画版のみ登場。弟とは異なり権謀や搦め手などを使う。一応、専用機として征服機ガルレオナを駆る。
グルガン声 - 広瀬正志
長い歴史を誇る惑星国家ヴァーガスの出身で決闘機ギィルガンを駆る戦士。性格は所謂「脳筋」で、良く言えば豪放磊落、悪く言えば傍若無人。ずうずうしく馴れ馴れしい所もあってディオーラには嫌われていた。
宣戦布告を意味する石柱「ヴァーガスの戦柱（いくさばしら）」の撃ち込みや戦闘前に舞踏を行う。漫画、ラジオ共に一撃で敗退する。
佐藤（さとう）声 - 高木渉
羽柴の後輩その1。研究者としては羽柴より高い権限を持っている。後述の鈴木に比べるとノリの良い人物。
OVAではホモの気がある。
鈴木（すずき）声 - 岩永哲哉
羽柴の後輩その2。研究者としては羽柴より高い権限を持っている。常識人だが羽柴の無軌道振りに振り回される。どうやら妻帯者。
高橋（たかはし）声 - 小野健一
新菜のマネージャー。ムラっ気のある新菜に苦労しているが、売り込みのためには手段を選ばないところがある。OVAでは新菜をユニットに放り込んで発動したロボットで人気を取ることにひどく熱中していた。

### OVA版のみの登場人物
バターン
声 - 福田信昭
ガルデバラン星人。戦闘ロボット「ガッシーニ」を駆る。超神族の遺産を狙ってガルレオンと戦うガクセイバーに割り込んでくる。次元砲（対象を別座標に転移させる）でB.B.P研究所をその周辺地域ごとブラックホール近傍に跳ばす。地球に送り帰す条件でガクセイバーやB.Bを譲渡させようと交渉するが、失敗。B.B内に構築されたワープシステムでの脱出を阻止しようとガッシーニでガクセイバーと戦う。母艦からリニアック砲でB.B.P研究所を狙わせるがブラックホールの重力を見落としていたため計算ミスで大外れする。最後はガクセイバーを道連れにブラックホールに沈む覚悟をみせるが、ニーナロボの蹴りを喰らって逃げられた末、自らも緊急脱出した。
ユンケ
声 - 中博史
バターンの副官。豪快なバターンを補佐する初老の男性。バターンとは長い付き合いらしく心の底から慕っている。なお、ガルデバラン星人はノリの良い脳筋が多いようで、ユンケのようなタイプは少数派な模様。
異星人
声 - 相沢正輝
四つに裁断された惑星に住んでいた。赤・緑・青・黄の4色の瞳をもつ種族（登場したのは赤瞳人）。
「瞳の色が違う」という理由だけで彼らは延々戦いを続け、星を切り裂いてまでも対立を止めず、最終兵器を完成させるに至ったが、惑星の全生物に仕込まれていた「寿命」によって滅亡した。
少年A（しょうねんえー）声 - 藤田淑子
OVAで登場する少年。その時々にヒントとなる行動を行っているが、実は…。

## 登場ロボット
ガクセイバー
身長62m・体重892tのスーパーロボット。馬力は1000万馬力に上る。動力や装甲材質、開発・製造者は不明。
正式名は「流星機ガクセイバー」。由来は「流れ星として落ちてきたユニット（機）に、学生ばーっかりが乗り込んだ」ため。CDドラマおよび小説では高明の失言から、漫画版では羽柴の独断により命名された。漫画ではバリア機能がついているがOVA版では自己修復機能になっている。操縦方法は脳波コントロール方式で思考にダイレクトで反応して動かせる、武器もパイロットの思考で武装が構築され使用可能になる。これらのシステムが決闘本番まで分からなかったため、羽柴が手配した武器としてガクセイバーサイズの「斧（製鉄会社ニュージャパン製、担当はスーザン）」と投擲用の「鉄球（同じく、担当は健吾）」がある。
搭乗方法はOVAと小説版だけ判明している。OVAの場合は左足のハッチから搭乗、そこから乗り込んだ座席ユニットごと脚部-胴体を通って胸部-頭部の各コクピットへ移動する。小説版では各コクピットは通路で繋がっており、すべてのコクピットに通じる踊り場的空間から背面に開いたハッチを通じて乗り降りする（漫画版はこちらに準拠する）。
漫画・小説版でのメインカラーは青。OVA版では背景が宇宙でも目立つようにと赤へ変更された。
ニーナロボ
OVA版のみ登場する機体。新菜のユニットが変形して彼女専用の機体になった。ニーナロボと合体する事で空中戦と武装が使用可能になる。
単体でも自力飛行が可能。ガクセイバーの1/10サイズだが、ガクセイバーが動けなくなった際には分離して行った行動によって窮地を脱することもある。

## 用語
B.B.P（ブラックボックスプロジェクト）
本編開始の10年前に富士山近くに落下した隕石の内部に異文明のオーパーツが発見され国連や日本政府が、その隕石の調査のため富士五湖研究都市を設立、そのオーパーツを調査するプロジェクトである。オーパーツは近くにいる人物の感情に反応するといわれ、作中ではガクセイバーやニーナロボとなる。この隕石が落ちた時に主人公の吉村学と昭島里美は出会っている。
所属する研究者はレベル分けされたIDをもち、利用できる設備や閲覧可能なデータに差がある。研究以外に趣味や特技を持っている者も少なくないようで、小説版では各地から援助の名目で提供された食材や設備で料理番に立候補した所員がいた。かなりのこだわりがあるようで、食事中にガクセイバーに関して思いついたことを実行しようと頼んだ料理に手も付けずに退席しようとした羽柴を引き留めて食事を続けさせた。
ユニット8（ユニットエイト）
B.Bの中身で文字通り八つのユニットで構成されている。元々銀河決闘用の機体を作るだけの技術力を持たない惑星に供与される物で地球の「ガクセイバー」そして楽地星の「オクトパソード」が登場している。あらかじめレギュレーション通りに作られた決闘機と違い、搭乗者の認識（イメージ）で武装・機能が構築され、出力配分等も変化する。
OVA版ではB.B本体にもバリヤーやバリヤー内の慣性系を制御するシステム、ワープシステムなどが存在したが、ガクセイバー同様「必要だから構築された」模様。
超神族（ちょうしんぞく）
OVA版にのみ登場する設定。全宇宙に様々な文明やオーパーツを残したとされる存在。OVA版では彼ら超神族がガクセイバーの素体を地球に落下させたため、調査のためにワーキュリーら宇宙人が訪れた。彼ら超神族の秘密は最終話であきらかとなる。
銀河連邦（ぎんがれんぽう）
銀河系に乱立する国家を統括する機関だが、その実体は謎に包まれている。漫画版ではワーキュリーの故郷・プロキシマに中枢に接触するための方法が存在するらしい。
銀河連邦法（ぎんがれんぽうほう）
ワーキュリーの属するプロキシマをはじめ、他星系への移動手段を持つ宇宙人が基本的に遵守している法律の一種。惑星国家同士の問題解決には一定基準のスペックが規定されたロボットを使用する「決闘（代闘士制度）」で解決するのを基本としているが、相手がそれを拒めば戦争行為も容認されるらしい。
国際アカデミア学園（こくさいアカデミアがくえん）
主人公達8人が通い、羽柴が教鞭を取る学園。謎の隕石を解析するため集まってきた科学者達の子弟のために開校されたが、関係者以外の一般入学も受け入れている。開校するにあたり、「アカデミックな名前を」と募集したところ、そのままの名前がついてしまった。授業内容は単位制で、学年に関係なく申請した授業を授業数とテスト、それでも駄目ならレポートで取っていくが、テストはワンパターン、授業も最低限出れば単位は貰えるので、授業の人気により出欠の差がある。
羽柴の授業は単位が取り易いため、申請する人数は多いが実際に出席する人数は極端に少ない（彼の授業に出るのは真面目な人間か、単位が危ない人間位と言われる程）。主人公達は幸か不幸かそんな羽柴の授業に出てしまったため、一連の事件に巻き込まれる事になる。
単位制のため一応クラス分けはされているが形式的なものであり、ホームルームやイベント以外ではクラス単位で集まる事はほとんどない。
修学旅行は全学年が参加可能。国内数箇所が選定され、生徒および引率教師までもが自由に選べる。

## 漫画
『流星機ガクセイバー』（厦門潤、コミックガンマに連載、竹書房バンブーコミックス）全2巻（コミックガンマ休刊により物語としては未完となった）。

## 小説
『流星機ガクセイバー』（千葉克彦、角川スニーカー文庫）全1巻。内容的には『覚醒編』まで。

## ラジオドラマ
TBSラジオ『林原めぐみのTokyo Boogie Night』中のコーナー「熱血電波倶楽部」にて放送された。
1992年1月にサウンドトラック「CHANCE」、続いて3月に「覚醒編（漫画版第1話をカラー化したハードカバー小冊子が付属）」、10月に「修学旅行編」としてCD化された。
また、オープニング曲やエンディング曲、挿入歌全曲が2015年発売のCD『渡辺宙明コレクション - CHUMEI RARE TREASURES 1957-2015』に収録されている。

### 主題歌・揷入歌
主題歌
オープニングテーマ「流星機ガクセイバー」
作詞 - Toshi / 作曲・編曲 - 渡辺宙明 / 歌 - 林原めぐみ
エンディングテーマ「Try and Try!」
作詞 - Toshi / 作曲・編曲 - 渡辺宙明 / 歌 - 玉川紗己子、折笠愛
挿入歌
「アイドルがライバル」
作詞・歌 - 松井菜桜子 / 作曲・編曲 - 渡辺宙明
「16の夏」
作詞 - 木本慶子 / 作曲・編曲 - 渡辺宙明 / 歌 - 佐々木望
この曲の別バージョンはアルバム「rumblefish」に収録されている。
「Down Town Lullaby」
作曲・編曲 - 渡辺宙明 / 歌 - 三松亜美（スキャット）
「と・き・め・き STEP」
作詞 - 木本慶子 / 作曲・編曲 - 渡辺宙明 / 歌 - 水谷優子
「星のエール」
作詞 - Toshi / 作曲・編曲 - 渡辺宙明 / 歌 - 水谷優子

### 放送リスト
1. 流星機ガクセイバー 覚醒編〈1〉 すべての始まりの日（1992年4月11日放送）
2. 流星機ガクセイバー 覚醒編〈2〉 銀河連邦の挑戦（1992年4月18日放送）
3. 流星機ガクセイバー 覚醒編〈3〉 なりゆきまかせの出撃（1992年5月2日放送）
4. 流星機ガクセイバー 覚醒編〈4〉 戦いの幕は開き…（1992年5月9日放送）
5. 流星機ガクセイバー 修学旅行編〈5〉 修学旅行へGO GO GO! （1992年5月16日放送）
6. 流星機ガクセイバー 修学旅行編〈6〉 北へ北へ迷い道 （1992年6月13日放送）
7. 流星機ガクセイバー 修学旅行編〈7〉 シンポジオン （1992年7月11日放送）
8. 流星機ガクセイバー 修学旅行編〈8〉 夜を徹して （1992年8月15日放送）

## OVA
- 流星機ガクセイバー 
  1. （1993年8月21日発売）第1話「新学期」第2話「課外授業」
  2. （1993年11月26日発売）第3話「修学旅行」第4話「期末テスト」
  3. （1994年3月24日発売）第5話「追試」第6話「留年」

### スタッフ
- 企画 - G.Project、沢登昌樹
- 原作 - G.Project
- ストーリー原案 - 千葉克彦
- キャラクター原案 - 厦門潤
- メカニック原案 - やまだたかひろ
- 監督・脚本 - 貞光紳也
- 作画・キャラクター・メカニック設定 - 戸部敦夫
- 美術 - 木下和宏
- カラーコーディネイト - 甲斐けいこ
- 撮影 - 鳥越一志、杉山幸夫
- 編集 - 辺見俊夫、船見康恵
- 音楽 - 手塚理、渡辺宙明(一部のＢＧＭ、クレジットなし)
- 音響 - 渡辺淳
- プロデューサー - 古沢譲二（第4話まで）、林直宏（第5話から）、石川光久
- 制作 - I.Gタツノコ（第3話からは「Production I.G」名義）
- 製作・著作 - スターチャイルドレコード（第4話まで）、KING RECORDS（第5話から）、ムービック

### 主題歌・揷入歌
オープニング曲、エンディング曲ともに挿入歌とオフボーカルバージョン込みでスターチャイルドからシングルCD化されている。また、OP、ED、および挿入歌「恋なのに」が2015年発売のCD『渡辺宙明コレクション - CHUMEI RARE TREASURES 1957-2015』に収録されている。
主題歌
オープニングテーマ「紅の流星機」
作詞 - Toshi / 作曲・編曲 - 渡辺宙明 / 歌 - 影山ヒロノブ
本主題歌は2010年開催の「スーパーロボット魂2010」にて影山によって唄われ、歌い出しの際には「懐かしすぎて死にそう」と言っていた。
エンディングテーマ「夜空の星がみている」
作詞 - 白峰美津子 / 作曲・編曲 - 渡辺宙明 / 歌 - 林原めぐみ、水谷優子、玉川紗己子、折笠愛
OPとEDは2009年にスターチャイルドから発売された『ロボットアニメ大鑑 上巻』にて、ボーナストラックとして収録されている。
挿入歌
「宇宙に夢を!」
作詞・作曲・歌 - 影山ヒロノブ / 編曲 - 須藤賢一
「恋なのに」
作詞 - 白峰美津子 / 作曲・編曲 - 渡辺宙明 / 歌 - 林原めぐみ、水谷優子、玉川紗己子、折笠愛、三松亜美（スキャット）